# Tommaso Rinaldi (pallavolista)
Tommaso Rinaldi (Cuneo, 9 novembre 2001) è un pallavolista italiano, schiacciatore del Modena.

## Biografia
È figlio dell'ex pallavolista Pietro Rinaldi.

## Caratteristiche tecniche
Inizialmente opposto, durante la militanza nelle giovanili del Modena muta il proprio ruolo in quello di schiacciatore.

## Carriera

### Club
La carriera di Tommaso Rinaldi inizia nel 2014 quando entra a far parte delle giovanili del Modena: con la stessa squadra disputa la Serie C nella stagione 2017-18 e la Serie B in quella 2018-19; esordisce in prima squadra, militante in Superlega, nell'annata 2019-20.
Nella stagione 2021-22 viene ingaggiato dalla Top Volley Latina, ma in quella successiva torna nuovamente al club di Modena, sempre nella massima divisione italiana, con cui si aggiudica la Coppa CEV.

### Nazionale
Nel 2019 viene convocato nella nazionale under 19 italiana con cui vince la medaglia d'oro al XV Festival olimpico della gioventù europea e al campionato mondiale, dove viene premiato come MVP. Nel 2020, con la nazionale under 20 si aggiudica l'argento al campionato europeo, mentre nel 2021, con quella under 21, conquista l'oro al campionato mondiale, premiato come miglior schiacciatore. Con l'under 22 invece si aggiudica l'oro al campionato europeo 2022, insignito del premio come miglior schiacciatore.
Nel 2021 ottiene le prime convocazioni nella nazionale maggiore; nel 2023 vince la medaglia d'argento al campionato europeo.

## Palmarès

### Club
- Coppa CEV: 1

2022-23

### Nazionale (competizioni minori)
- Festival olimpico della gioventù europea 2019
- Campionato mondiale under 19 2019
- Campionato europeo under 20 2020
- Campionato mondiale under 21 2021
- Campionato europeo under 22 2022
- Memorial Hubert Wagner 2023

### Premi individuali
- 2019 - Campionato mondiale under 19: MVP
- 2021 - Campionato mondiale under 21: Miglior schiacciatore
- 2022 - Campionato europeo under 22: Miglior schiacciatore